# Софія Прусська (королева Греції)
Софія Прусська (нім. Sophie von Preußen; 14 червня 1870 — 13 січня 1932) — прусська принцеса з династії Гогенцоллернів, донька німецького імператора Фрідріха III та Вікторії Саксен-Кобург-Готської, дружина короля Греції Костянтина I.

## Біографія

### Дитинство та юність
Софія народилась 14 червня 1870 року у Новому палаці в Потсдамі. Вона була сьомою дитиною та третьою донькою в родині кронпринца Пруссії Фрідріха та його дружини Вікторії Саксен-Кобург-Готської. Хрестили дівчинку в наступному місяці.
Принцеса мала старших братів: Вільгельма, Генріха та Вальдемара, і сестер Шарлотту та Вікторію, а за два роки в сім'ї з'явилась молодша донька Маргарита. Софія мала прізвисько Соссі, її ж меншу сестру, зазвичай, кликали Моссі.
Жила родина, переважно, в Палаці Кронпринца в Берліні та Новому палаці Потсдаму. Мати виховувала доньок за прикладом власного дитинства. Перевага надавалася всьому англійському. Софія росла із великою симпатією до Англії, періодично їздила до бабусі Вікторії, яку дуже любила. Часто залишалася в Англії на тривалий час. А, оскільки, практично не спілкувалася з дідусем та бабусею з батьківського боку, то її особистість була сформована під впливом батьків та королеви Вікторії.
Під час святкування 50-річного ювілею правління бабусі Вікторії, Софія ближче познайомилася із грецьким кронпринцем Костянтином. Королева, спостерігаючи їхню міцніючу дружбу писала: «Чи є у Софії шанс вийти заміж за Тіно? Для неї це було б дуже добре, оскільки він дуже гарна людина.»
Наступного року її батько став королем. Проте, бувши хворим на рак, процарював лише три місяці. Перед смертю він знайшов в собі сил побажати Софії щасливого 18-го дня народження і подарувати їй букет квітів. Наступного дня його не стало. Новим правителем став старший брат Вільгельм. В цей сумний період Софія прийняла шлюбну пропозицію Тіно. Заручини відбулися 3 вересня 1888, попри несхвальне ставлення брата-кайзера до цього союзу та матері нареченого, яка воліла бачити невісткою православну.

### Весілля

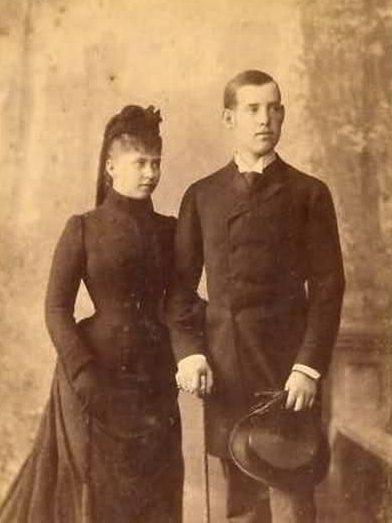
Софія та Костянтин на заручинах

Весілля відбулося 27 жовтня 1889 в Афінах. Нареченій було 19 років, нареченому — 21. Пару поєднали за двома церемоніями: публічною, за православним звичаєм, та приватною, за лютеранським. Свідками нареченої були її брат Генріх та кузени Альберт Віктор і Георг Фредерік. Свідками нареченого — брати Георг і Миколай та кузен Микола. Серед грецького населення цей шлюб був дуже популярним, оскільки існувала стара легенда, за якою Константинополь та Свята Софія знову і назавжди поєднаються з Грецією, коли на трон зійдуть король Костянтин та королева Софія. Щоб громадськість могла краще бачити весільну процесію на її шляху від Королівського палацу до Катедрального собору на площі Синтагма були зведені спеціальні платформи. Молоде подружжя було споріднене із більшістю правлячих династій Європи, тож на урочистостях були представники усіх королівських домів континенту. Королівський палац не мав змоги вмістити усіх, тож грецька аристократія приймала частину гостей у своїх особняках.

### Кронпринцеса
Подружжя оселилося на невеличкій віллі у французькому стилі на проспекті Кіфісіас, доки будувався палац, що мав стати їхньою резиденцією. В Афінах пара жила досить простим життям, далеким від протоколу. Софії бракувало компанії, і час плинув одноманітно. Однак, вона швидко звикла і почала вивчати сучасну грецьку мову. За кілька років вона розмовляла нею майже ідеально. До того ж родина почала збільшуватися. Менш, ніж за дев'ять місяців, кронпринцеса трохи передчасно народила хлопчика, якому дали ім'я Георг на честь діда. Всього ж у подружжя народилося шестеро дітей. Після народження первістка Софія вирішила прийняти віру своїх підданих. Заручившись згодою матері та бабусі, вона повідомила про це чоловіка і попросила свекруху дати їй настанови у релігійному житті. Грецька королівська родина була у захваті від цієї новини. Проте, Георг I наполягав на тому, щоб із православною вірою невістку знайомив архієпископ Афінський, а не королева Ольга.

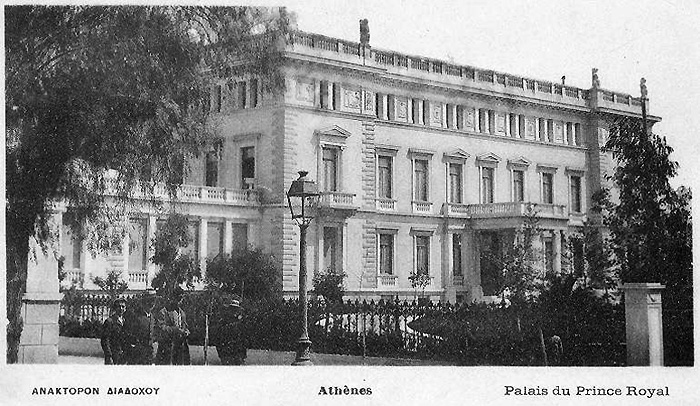
Палац Кронпринца

 Імператор Вільгельм II прийняв звістку про зміну сестрою віросповідання несхвально і навіть погрожував виключити її із прусської королівської родини. Його дружина Августа намагалася переконати Софію відмовитися від свого рішення, через що жінки сильно полаялися. Під тиском матері, що намагалася помирити дітей, Софія написала брату листа, в якому докладно пояснювала причини свого вчинку. Однак, Вільгельм не звернув на цей жест ніякої уваги і заборонив їй в'їзд до Німеччини на три роки. Софія офіційно була навернена в православ'я 2 травня 1891 року. Імперського наказу про заборону в'їзду, звичайно, не дотримувалися, проте, все подальше спілкування її та Вільгельма були відмічені цією суперечкою.
Із Костянтином Софія жила мирним гармонійним життям. Тим не менше, швидко вона дізналася про його чисельні позашлюбні зв'язки. Спочатку кронпринцеса була шокована такою поведінкою, але незабаром почала досить спокійно її приймати. Однак, від 1912 подружжя віддалилося одне від одного. Костянтин завів ніжну дружбу з графинею Паолою д'Остгейм, яка тривала до його смерті. В той же час наполегливі чутки повідомляли про роман Софії і, як наслідок, — народження доньки Катерини. Як там не було, Костянтин безумовно визнав своє батьківство.
У приватному житті родина спілкувалася англійською мовою. Діти росли в атмосфері любові та сімейного затишку. Їхнім вихованням займалися британські гувернери та гувернантки. Як і її матір, Софія прищепила своїм нащадкам любов до Великої Британії. Кожного року сім'я кілька тижнів проводила у Англії, відпочиваючи на пляжах Сіфорну та Істборну. На літніх канікулах вони навідували вдовіючу Вікторію у палаці Фрідріхсхоф в Німеччині, а також подорожували на яхті «Амфітріта» до Корфу та Венеції.
Протягом всього життя у Греції, Софія займалася соціальною діяльністю. Як і королева Ольга, вона сприяла розбудові шкіл, лікарень, громадських їдалень та дитячих будинків. 1896 року вона заснувала Союз грецьких жінок, який, особливо активно, займався наданням допомоги біженцям з Османської імперії. Стурбованість Софії з приводу лісових пожеж, що постійно розорювали країну, спричинила її цікависть питаннями лісовідновлення. Також вона була однією з засновниць спілки захисту тварин.

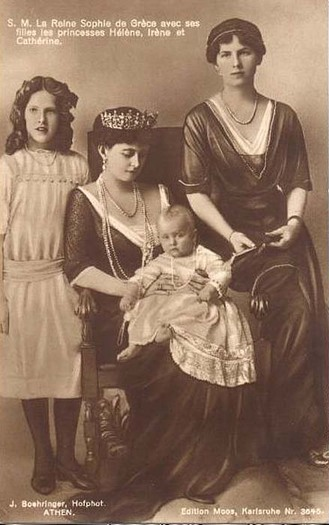
Софія із доньками у 1913

1897 року відбулася нетривала греко-турецька війна, викликана повстанням християн проти турецького ярма на острові Крит. Під час конфлікту, Софія, як і інші члени королівської родини, співпрацювала із товариством Червоного Хреста. Відвідувала польові шпиталі, нерідко, власноруч допомагаючи постраждалим, сприяла приїзду до Греції британських медсестер, а також брала участь у підготовці жінок-добровольців, що викликалися допомагати пораненим.
Участь Софії та її свекрухи у допомозі постраждалим від бойових дії, і грекам, і туркам, викликала захоплення при європейських дворах. Проте, саме грецьке населення було певним, що допомогу туркам кайзер Вільгельм II, надавав із відома сестри. Греція зазнала нищівної поразки. Внутрішня ситуація в країні стала дуже напруженою. Костянтина, що очолював військо, вимагали віддати під військовий трибунал, а Георга I — скинути з престолу. За цих умов, Костянтин та Софія вирішили певний час провести за кордоном. У 1898 вони оселилися в Кронбергу в Німеччині, а потім — у Берліні.
Після повернення до Греції у 1899, Софія присвятила себе благодійницькій діяльності. Проте, її сильно хвилював стан здоров'я матері та бабусі. 1901 року їх не стало. Королева Вікторія пішла з життя у січні, а Вікторія Саксен-Кобург-Готська — сім місяців потому.
1909 року в країні була створена «Військова ліга», що здійснила серпневий переворот у Гуді. Рух, який вимагав реформування уряду і військової справи, широко підтримала громадськість. Зрештою, король Георг I був змушений поступитися вимогам військових. Він призначив на посаду прем'єр-міністра їхню кандидатуру та прийняв вимогу відсторонення наслідних принців від військової справи. Родина Костянтина у вересні знову виїхала до Німеччини та оселилася у Фрідріхсхофі, що належав тоді принцесі Маргарет. Повернулися за рік, у жовтні 1910, після ще однієї зміни уряду, коли новий прем'єр-міністр Елефтеріос Венізелос відновив принців у їхніх військових обов'язках. Софія, однак, продовжувала недовірливо ставитися до військових.
У червні 1912 року була створена Балканська ліга, а в жовтні Греція вступила у Першу балканську війну проти Османської імперії. Жінки королівської родини зайнялися допомогою біженцям та пораненим. Вони збирали одяг для військових, сприяли відкриттю нових лікарень, знаходили лікарів, медсестер та медичне устаткування і, навіть, відвідували театри бойових дій. Так, Софія побувала у Ларисі та Еласоні.
До 50-ї річниці свого правління у жовтні 1913 Георг I мав намір передати владу Костянтину. Зробити він цього не встиг. У березні 1913 року король був убитий у Фессалоніках анархістом Александросом Схінасом. За два місяці переможно для Греції завершилася Балканська війна.

### Королева Софія

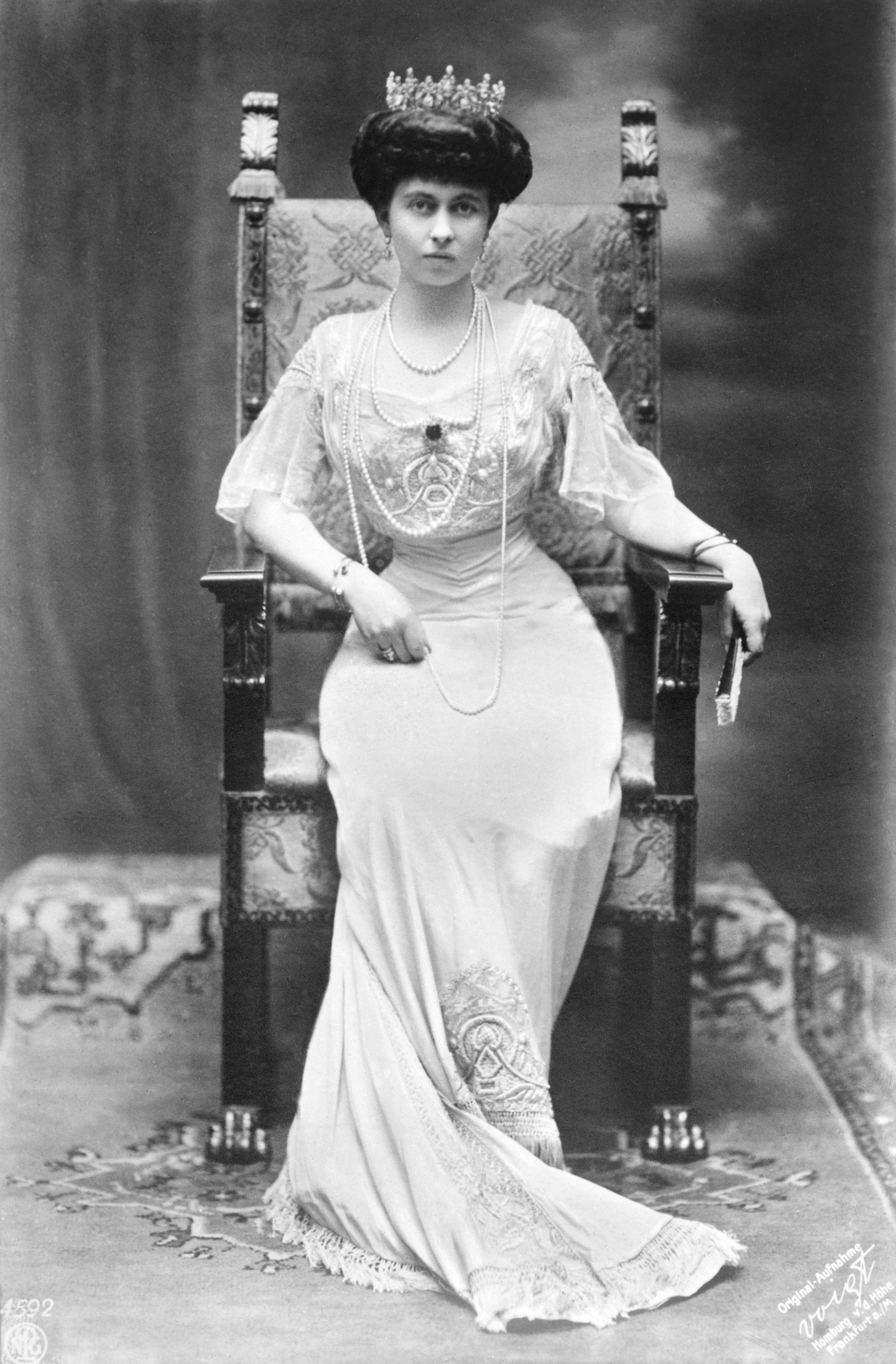

Після вступу на престол королівське подружжя продовжило вести те ж просте життя. Свій вільний час вони присвячували ботаніці, що була їхньою пристрастю і перероблювати сад нового палацу за англійською моделлю. Костянтин та Софія мали добрі стосунки із іншими членами королівської родини. Особливо близько вони товаришували із принцом Миколаєм. По вівторках вони вечеряли із ним та його родиною, а у четвер — приймали їх у себе.
У середині літа 1913 року відбулася швидкоплинна Друга балканська війна, що також завершилася перемогою для Греції та її союзників. Це підвищило престиж королівської родини в очах народу.
Восени 1913 року вся родина поїхала на три тижні до Німеччини, щоб узяти участь у смотрі військових маневрів. 4 вересня вони прибули до Мюнхена, звідки Софія з дітьми вирушила до Фрідріхсгофу, а Костянтин — до Берліна. 17 вересня родина висадилася в Англії, де Софія мала намір провести канікули.
Наступного року початок Першої світової, 4 серпня 1914 року, застав Софію із молодшими дітьми також у Істборні в Англії. Оцінивши серйознісь подій, королева швидко повернулася до Греції. Оскільки вона була сестрою кайзера, її підозрювали у прогерманській орієнтації. Коли найбільші європейські держави одна за одною втягувались у конфлікт, Греція оголосило про свій нейтралітет. Перш за все, король та королева розуміли, наскільки послабили балканські війни їхню країну. Прем'єр-міністр був на це іншої думки. У лютому 1915 року Венізелос спробував провести через Парламент Греції законопроєкт про приєднання до Антанти, що була зацікавлена в союзниках. Однак затвердити його не вдалося. Вірна королю опозиція, генерали армії та їхні прихильники змусили Венізелоса піти у відставку незабаром після цього. Костянтин I, ослаблений цими подіями, важко захворів і кілька тижнів провів у ліжку. У травні 1915 року відбулися вибори у парламент, на яких перемогла Ліберальна партія. Відтак, Венізелос знову став прем'єр-міністром. Національний розкол посилювався. Однак, король та королева не втрачали підтримки населення. Вивід британських військ із Дарданелл збільшив віру греків у своїх суверенів.
6 липня 1916 року Антанта оголосила Греції блокаду, а 14 липня запалав ліс біля літньої резиденції Татої. Не виключалось, що це був підпал, за яким стояли агенти союзницьких країн, зацікавлених в усуненні незговірливих правителів. Пожежа тривала сорок вісім годин. Костянтин був поранений. Софія із молодшою донькою на руках близько двох миль пробігла лісом, намагаючись врятуватись. Палац, значною мірою, вигорів. Охорона палацу була вбита.
Після цих подій та порушення Антантою грецького суверенитету, ставлення королівської родини до Німеччини різко змінилося. Із грудня 1916 до лютого 1917 року Софія відправила брату кілька телеграм, в яких просила надати допомоги грекам у Македонії.
Блокада союзників, врешті-решт, досягла своєї мети. У червні 1917 року після погроз почати бомбардування Афін в разі, якщо король не зречеться престолу, Костянтин І передав корону своєму другому сину Александру.
11 червня королівська родина таємно залишила свій палац в Афінах. Через Іонічне море вони дісталися Італії. Наступним місцем їхнього проживання стала німецькомовна частина Швейцарії, між Санкт-Моріцем, Цюрихом та Люцерном. У вигнанні до них приєдналися інші грецькі сім'ї, що залишили Грецію із зміною влади. Фінансове становище Костянтина та Софії було не блискучим.
2 жовтня 1920 року Александр I був укушений мавпою біля палацу Татої. Почалося зараження крові, король став марити, його стан гіршав. Грецький уряд, однак, відмовив Софії у її проханні відвідати сина. 25 жовтня Александр помер. Матері також не дозволили взяти участь у похороні. Регентом країни став Павлос Кунтуріотіс, а після його відставки 17 листопада, на чолі Греції близько місяця стояла королева Ольга. 22 листопада відбувся всенародний плебісцит стосовно повернення короля Костянтина. 99 % проголосувавших висловилися за.
Софія та Костянтин повернулися до країни 19 грудня. Їхній приїзд супроводжувався масовими демонстраціями, що раділи відновленню правителів. Після повернення до палацу королівське подружжя багато разів мало з'явитися на балконі, щоб привітати вітаючий їх народ. 27 лютого 1921 року їхній старший син Георг у Бухаресті одружився із Єлизаветою Румунською, а 10 березня донька Олена в Афінах поєдналася у шлюбі із принцом Каролем Румунським, онуком правлячого короля Фердинанда I. 25 березня народилася перша онука Софії та Костянтина, Александра, донька померлого сина Александра I. Якщо шлюб доньки із розлученим чоловіком Софія не схвалювала, то появою онучки була дійсно задоволена.
Тривала Греко-турецька війна, що почалася у 1919 році. Після перших успіхів грецької армії, положення на фронті ставало все більш нестійким. Костянтин, що прибув туди у травні, у вересні був змушений повернутися до Афін через погане самопочуття. Дехто розцінив це як дезертирство, тим більше, що 13 вересня нищівною поразкою греків завершилася битва при Сакар'є. Софія підтримувала чоловіка як могла і продовжувала допомагати пораненим як медсестра.
Греція перебувала у політичній та моральній кризі. Влітку 1922 року турки перейшли у наступ, у вересні взяли Смірну, а у жовтні було підписане Муданійське перемир'я, що завершило бойові дії. Та ще 11 вересня частина грецької армії на чолі з Ніколаосом Пластірасом впочала вимагати зречення короля і розпуску парламенту. 27 вересня Костянтин зрікся престолу на користь сина Георга.

### В еміграції
Для більшої стабілізації ситуації в країні, 30 вересня Костянтин, Софія, їхні доньки Ірена та Катерина та принц Миколай із родиною, залишили країну. На борту пароплава «Патріс» вони дісталися Сицилії. Оселилися вони на віллі Hygeia в Палермо. Костянтин був хворим на атеросклероз та перебував у глибокій депресії, годинами він міг мовчки сидіти та дивитись у порожнечу. Тоска Софії, що хвилювалася за сина-короля, за таких обставин тільки посилювалася. Було прийняте рішення залишити Сицилію та переїхати до Флоренції. Проте, 11 січня 1923 року, незадовго перед від'їздом Костянтин помер від інсульту. Софія мала намір поховати чоловіка в Татої, проте грецький уряд цього не дозволив. Тіло короля було поміщене у склепі російської православної церкви в Неаполі.

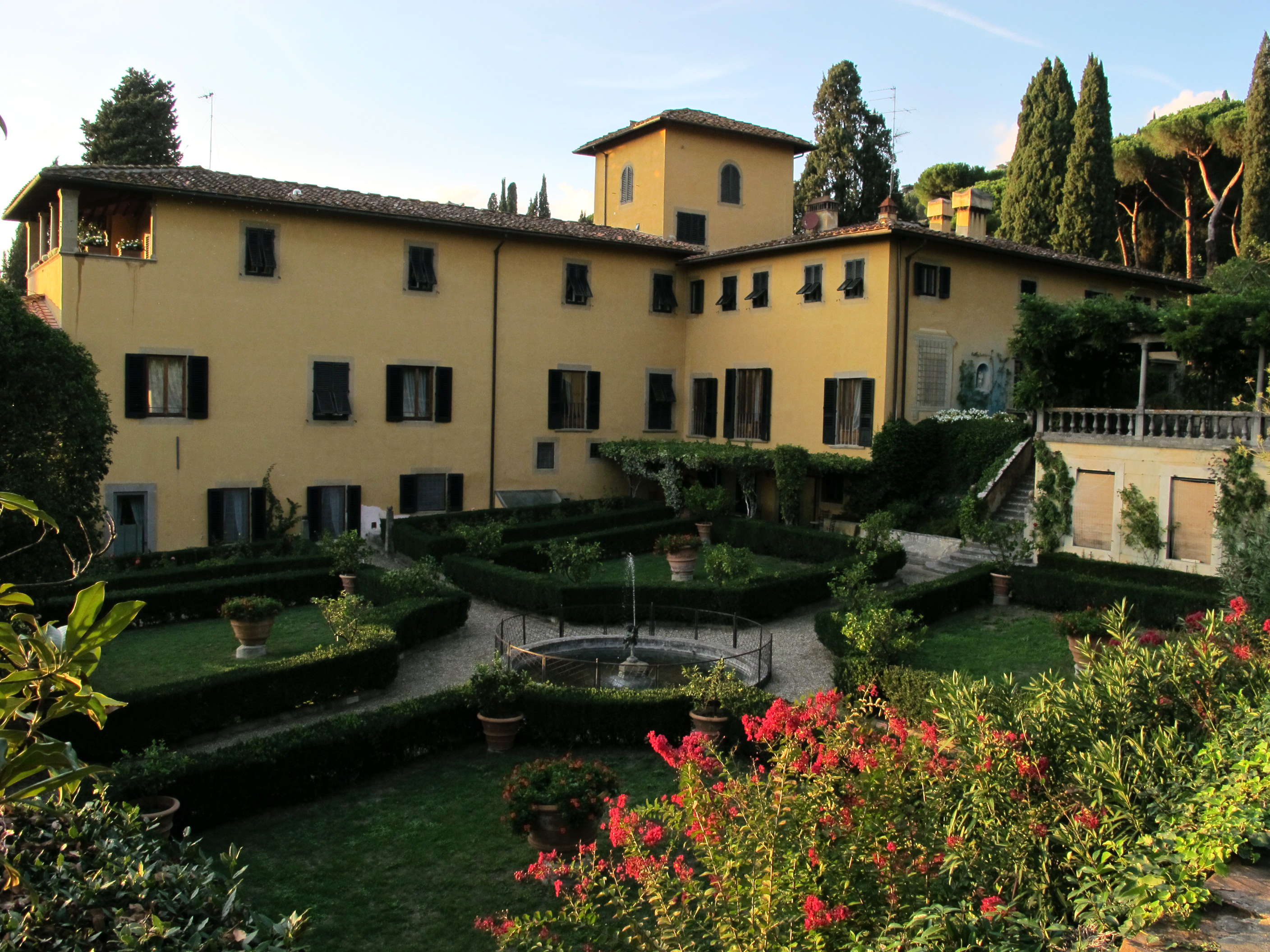
Вілла Боболіна

Софія із Іреною та Катериною оселилися на віллі Боболіна у Ф'єзоле в Тоскані. З 1924 до 1927 року з ними жила також Аспазія Манос із маленькою Александрою. У 1930 до матері повернулася донька Олена, що розлучилася із Каролем. Так, Софія отримала змогу побачити під час літніх канікул і онука Міхая, сина Олени.
У колі родини Софія відчула певний спокій. Часто подорожувала. Відвідувала у Німеччині сестру Маргариту, бувала у Великій Британії. 1929 року була присутня на ювілеї свого брата Вільгельма у Нідерландах.
З віком ставала все більш релігійною. Листувалася із англіканським пастором Р. В. Коулом та могла годинами молитися.
Протягом кількох років здоров'я Софії слабшало. У 1930 році це змусило звернутися її за лікуванням до Франкфуртської лікарні. У 1931 королева відвідала Англію, Баварію та Венецію. У вересні її стан знову погіршав, і вона повернулася до Франкфурту. Лікарі діагностували рак. Після свят наприкінці 1931 року вона поступово перестала харчуватися і здоров'я різко погіршало. 13 січня 1932 року Софія померла в лікарні в оточенні дітей, переживши чоловіка на дев'ять років.
Її тіло було перенесено до палацу Фрідріхсгоф, а потім було передано російській православній церкві у Флоренції, де у 1924 році було перепоховане і тіло Костянтина.
Георг II 1935 року був відновлений на престолі і потурбувався про перенесення праху родичів до Греції. У листопаді 1936 року тіла Софії та Костянтина були перепоховані у королівському некрополі в Татої.

## Родина
Чоловік — Костянтин I, король Греції
Діти:
- Георг (1890–1947) — король Греції у 1922–1924 та 1935–1947 роках, був одружений із Єлизаветою Румунською, дітей не мав;
- Олександр (1893–1920) — король Греції у 1917–1920 роках, був одружений із Аспазією Манос, мав єдину доньку;
- Олена (1896–1982) — дружина короля Румунії Кароля II, мали єдиного сина;
- Павло (1901–1964) — король Греції у 1947–1964 роках, був одружений із Фредерікою Ганноверською, мав сина і двох доньок;
- Ірена (1904–1974) — дружина короля Хорватії та герцога Аоста Томіслава II, мала єдиного сина;
- Катерина (1913–2007) — дружина Річарда Брендрема, мала єдиного сина

## Титули
- 1870—1889 — Її Королівська Високість принцеса Софія Прусська;
- 1889—1913 — Її Королівська Високість кронпринцеса Софія Грецька;
- 1913—1923 — Її Величність королева Софія Грецька;
- 1923—1932 — Її Величність королева-матір Софія Грецька.

## Нагороди
- Королівський династичний орден Святих Ольги та Софії; (Грецьке королівство);
- Орден Луїзи (Пруссія);
- Королівський орден Викторії та Альберта (Велика Британія).